# Emilio Noguerol
Emilio Noguerol Uceda (Lima, 25 de enero de 1996) es un actor, abogado, escritor y presentador de televisión peruano. 

## Biografía
Es más conocido por haber sido el conductor del desaparecido programa televisivo La hora Warner y por el rol estelar de Julio Ganoza Ugarte en la primera temporada de la serie televisiva De vuelta al barrio. Sin embargo, optó con retirarse por su enfoque sus estudios de derecho en la Universidad de Lima, los cuales concluyó en agosto de 2021.
En 2022 La República, a través de su canal digital LR+ estreno "De ley", un programa en el que se explicaba de manera clara y didáctica las dudas legales más comunes y complejas, el programa fue conducido por el mismo Noguerol junto a la también abogada Lucía Varillas.
Actualmente trabaja en la firma de abogados del constitucionalista Natale Amprimo.

## Publicaciones
- “Cuentos de un perfecto mentiroso” (2014)
- “Hora Punta” (2017)

## Filmografía

### Televisión
- De vuelta al barrio (2017—2021) como Julio Ganoza Ugarte #1.
- El regreso de Lucas (2016—2017) como Nicolás.
- Al fondo hay sitio (2015–2016) como Santiago Cross.
- Pulseras rojas (2015) como Alejo.
- Ponte Play (2013) como conductor.
- La hora Warner (2008–2012) como conductor.

### Web
- De Ley (2022—2023) como conductor junto a Lucía Varillas.